# Cristián Bejarano
Cristián Bejarano (* 25. Juli 1981 in Chihuahua) ist ein ehemaliger mexikanischer Boxer. 
Bejarano gewann 1999 die Bronzemedaille der Panamerikanischen Spiele im Leichtgewicht (-60 kg) und 2000 nach Siegen über Gilbert Khunwane, Botswana (17:5), Gheorghe Lungu, Rumänien (14:11), und Almazbek Raimkulov, Kirgisien (14:12), und einer Halbfinalniederlage gegen Andreas Kotelnik, Ukraine (22:14), die Bronzemedaille der Olympischen Spiele. Außerdem gewann er 1999 und 2000 die Silbermedaille bei den Zentralamerika- und Karibikspielen.
2001 wurde Bejarano Profi und gewann seine ersten 14 Kämpfe unterklassige Gegner. Nach einem weiteren Sieg über den ehemaligen Weltmeister César Bazán beendete Bejarano 2007 seine Karriere zwar ungeschlagen aber auch ohne jemals einen bedeutenden Titel gewonnen zu haben.
| Personendaten    | Personendaten       |
| ---------------- | ------------------- |
| NAME             | Bejarano, Cristián  |
| KURZBESCHREIBUNG | mexikanischer Boxer |
| GEBURTSDATUM     | 25. Juli 1981       |
| GEBURTSORT       | Chihuahua           |